# Do It (Selena-Gomez-Lied)
Do It ist ein Lied der amerikanischen Sängerin und Schauspielerin Selena Gomez. Es ist neben The Heart Wants What It Wants eines der neuen Lieder des Greatest-Hits-Album For You, welches am 24. November 2014 veröffentlicht wurde.

## Entstehung und Veröffentlichung
Do It ist zusammen mit The Heart Wants What It Wants eines der zwei neuen Lieder des Greatest-Hits-Albums For You. Es wurde von Selena Gomez, Antonia Armato, Tim James und David Jost geschrieben und von Rock Mafia produziert. Vor der offiziellen Veröffentlichung des Albums am 24. November 2014, erschien einige Tage zuvor Do It schon im Internet. Aufgrund seines Textes und seiner Bedeutung, bekam das Lied eine große Aufmerksamkeit in den Medien. Im Lied geht es darum, dass 'Gomez ihren Wunsch ausspricht, mit ihrem Liebespartner etwas jeden Tag zu machen (Do it every single day). Was es ist, wird im Lied nicht direkt spezifiziert, es gibt lediglich einige Andeutungen. Kritiker vermuten, dass das Lied von Gomez Ex-Freund Justin Bieber handelt. In vielen Musikkritiken wird es als sehr sexy und aufregend beschrieben. Gomez selbst verglich den Song mit den Veröffentlichungen von Lily Allen und beschrieb das Lied als einen „süßen, kleinen und eingängigen“ Bonustrack auf dem Album.